# Trimalaconothrus soror
Trimalaconothrus soror är en kvalsterart som beskrevs av Balogh 1958. Trimalaconothrus soror ingår i släktet Trimalaconothrus och familjen Malaconothridae. Inga underarter finns listade i Catalogue of Life.